# Sophronitis
Sophronitis je bývalý rod orchidejí, který byl na základě výsledků molekulárních studií vřazen do široce pojatého rodu katleja (Cattleya). Mezi pěstiteli je ovšem stále znám pod jménem Sophronitis, protože se od ostatních rostlin z rodu Cattleya vzhledově odlišuje. Jedná se o malé epifyty nebo litofyty s velkými červenými květy. Tyto orchideje jsou pěstitelsky velmi atraktivní i přes jejich náročnou kultivaci.

## Popis

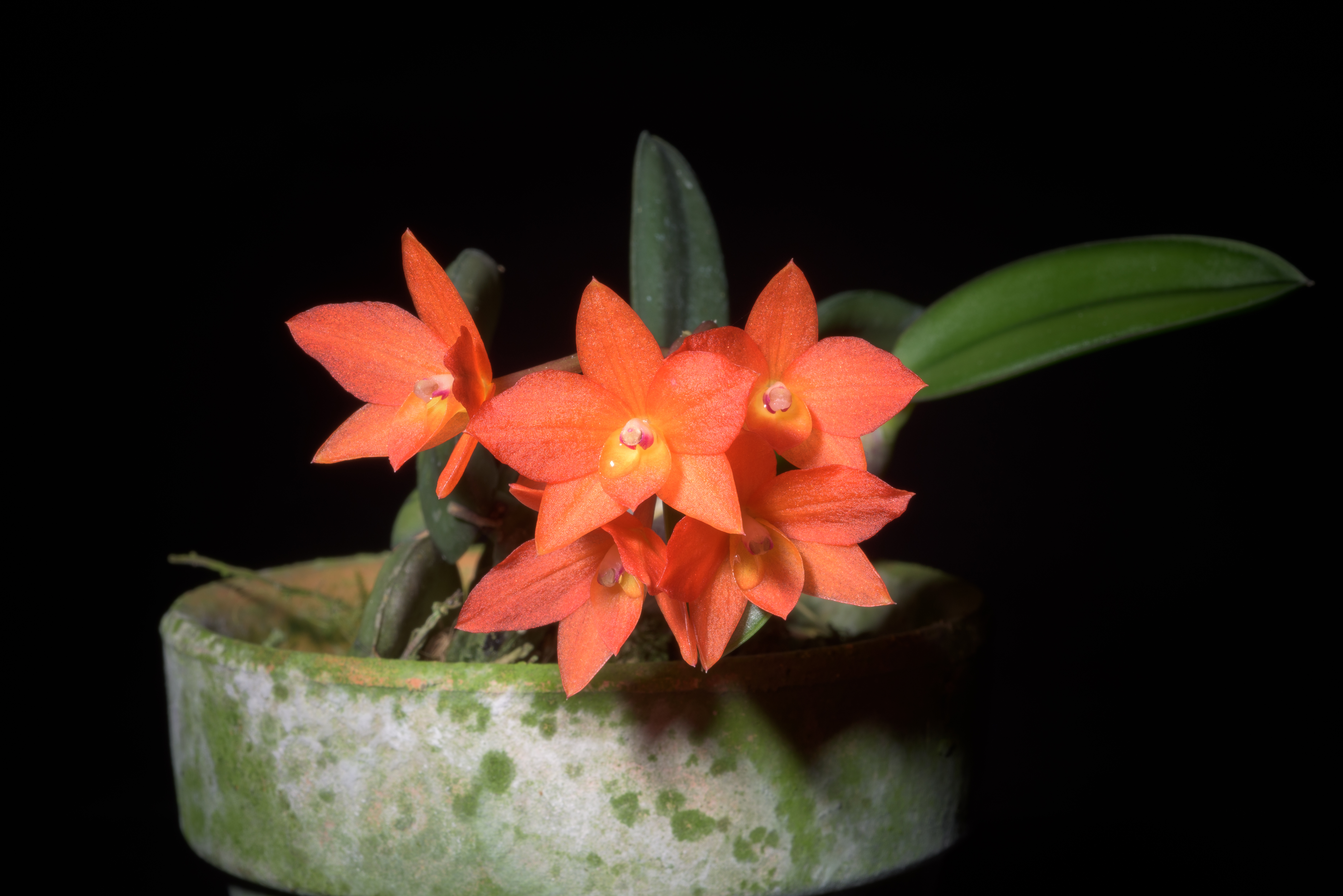
Cattleya cernua

Jsou to malé epifytické nebo lithofytické orchideje. Mají většinou velké, červené až oranžové květy (vzácně se ale objevují žlutě kvetoucí rostliny), vejčité až kulovité pahlízy a široce eliptické listy. Květenství vyrůstá z vrcholu pahlízy a nese v závislosti na druhu 1-8 květů. Z pahlízy vyrůstá vždy pouze jeden list. Když rostou na plném slunci jejich listy a pahlízy se zbarví antokyany do fialova, toto zabarvení je před nadbytečným osvětlením chrání. Listy jsou obvykle sukulentní i když rostliny rostou na vlhkých stanovištích a jako zásobárna vody slouží i pahlízy. V přírodě jim totiž hrozí krátkodobé (u některých druhů sezónní) sucho. Mají epifitní kořeny, které jsou v suchém stavu bílé, namočené kořeny jsou zelené (obsahují chlorofyl). Jejich kořeny jsou jako u většiny epifytních orchidejí schopné fotosyntézy.

## Výskyt a stanoviště

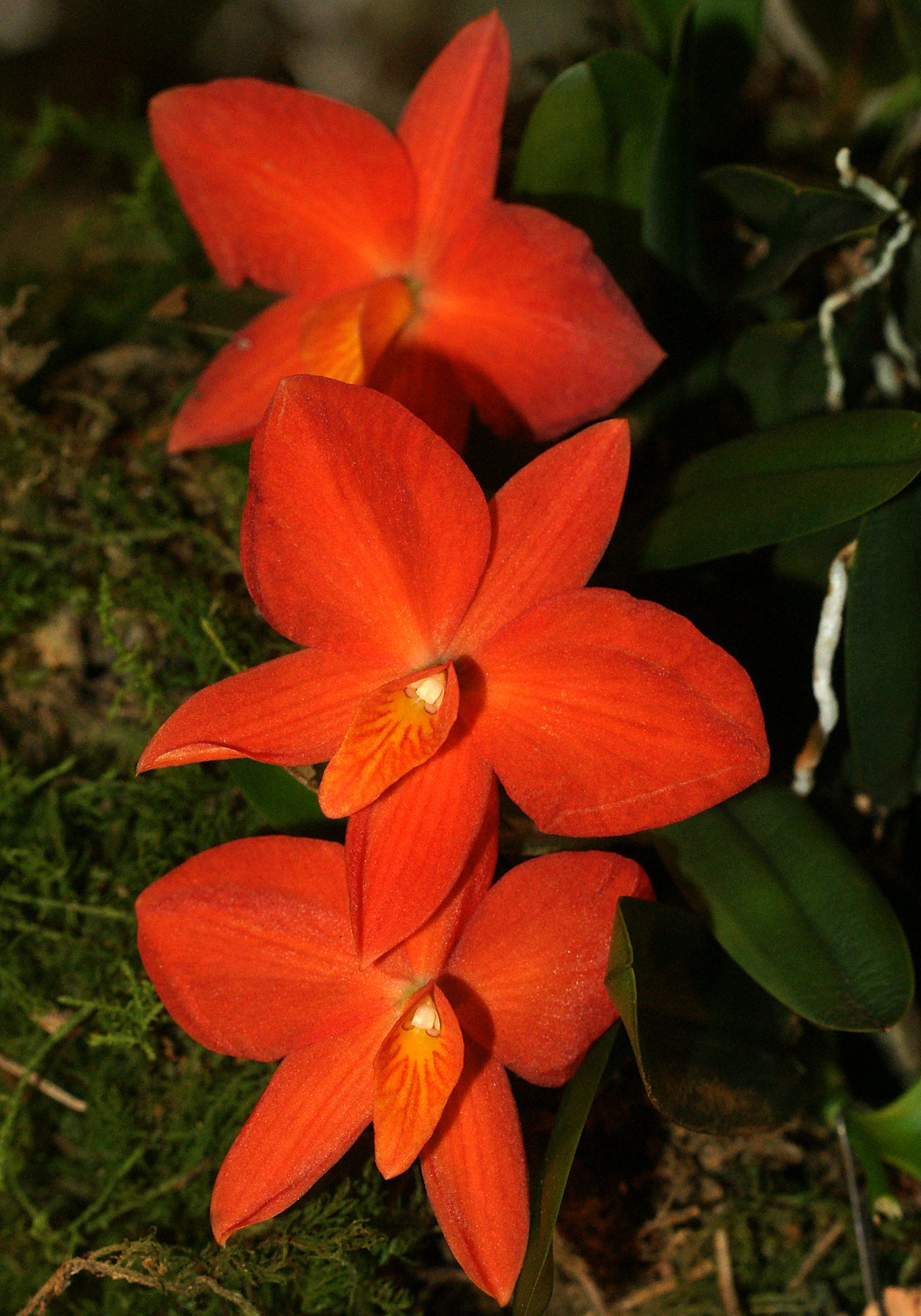
Cattleya coccinea

Zástupci rodu Sophronitis se vyskytují převážně v Brazílii. Rostou v různých nadmořských výškách od hladiny moře až po vysoké hory ve vnitrozemí. Druhy lze rozdělit na tři skupiny podle podobných lokalit. Dvě podobné lokality se stejnými podmínkami ale mohou být i dále od sebe.
V blízkosti moře se vyskytuje Cattleya cernua a příbuzné druhy C. alagoensis a C. pterocarpa, které jsou někdy vnímány jako poddruhy C. cernua. Tito zástupci jsou ze všech druhů nejvíce teplomilní. Rostou obvykle na větvích a kmenech stromů, někdy na skalách. Rostou na plném slunci nebo v polostínu.
Musí mít nějaký trvalý zdroj vlhkosti, například mechy na stromech nebo vlhkých skálách .
Ve vnitrozemí rostou již chladnomilnější druhy C. brevipedunculata a C. wittigiana které také rostou na plném slunci a oproti předchozí skupině rostou na sušších místech, ale i tato místa mají nějaký zdroj vody. Tyto druhy se vyskytují v nadmořských výškách 700-2000m. C. brevipedunculata roste na slabších větvích stromů a keřů Vellozia nebo na vlhkých skálách.
Poslední skupinu tvoří druhy C. coccinea, C. mantiqueirae, C. pygmaea a C. acuensis. Rostou v nejvyšší nadmořské výšce až do 2400m a jsou tedy nejchladnomilnější . Rostou epifyticky ve vysokohorských mlžných lesích na světlých místech. Ze všech druhů rostou na nejvlhčích stanovištích.

## Taxonomie
V současné taxonomii jsou všechny druhy bývalého rodu Sophronitis řazeny do rodu Cattleya, podrodu Cattleya a sekce Crispae.
Rod Sophronitis byl popsán Johnem Lindleyem v roce 1828. Jeho platnost zpochybnily výsledky molekulárních studií. Bylo zjištěno, že druhy řazené do tohoto rodu tvoří vývojovou větev uvnitř rodu Cattleya, který je tak v klasickém pojetí parafyletický. V roce 2008 byly proto všechny druhy Sophronitis vřazeny do rodu Cattleya.

### Přehled druhů

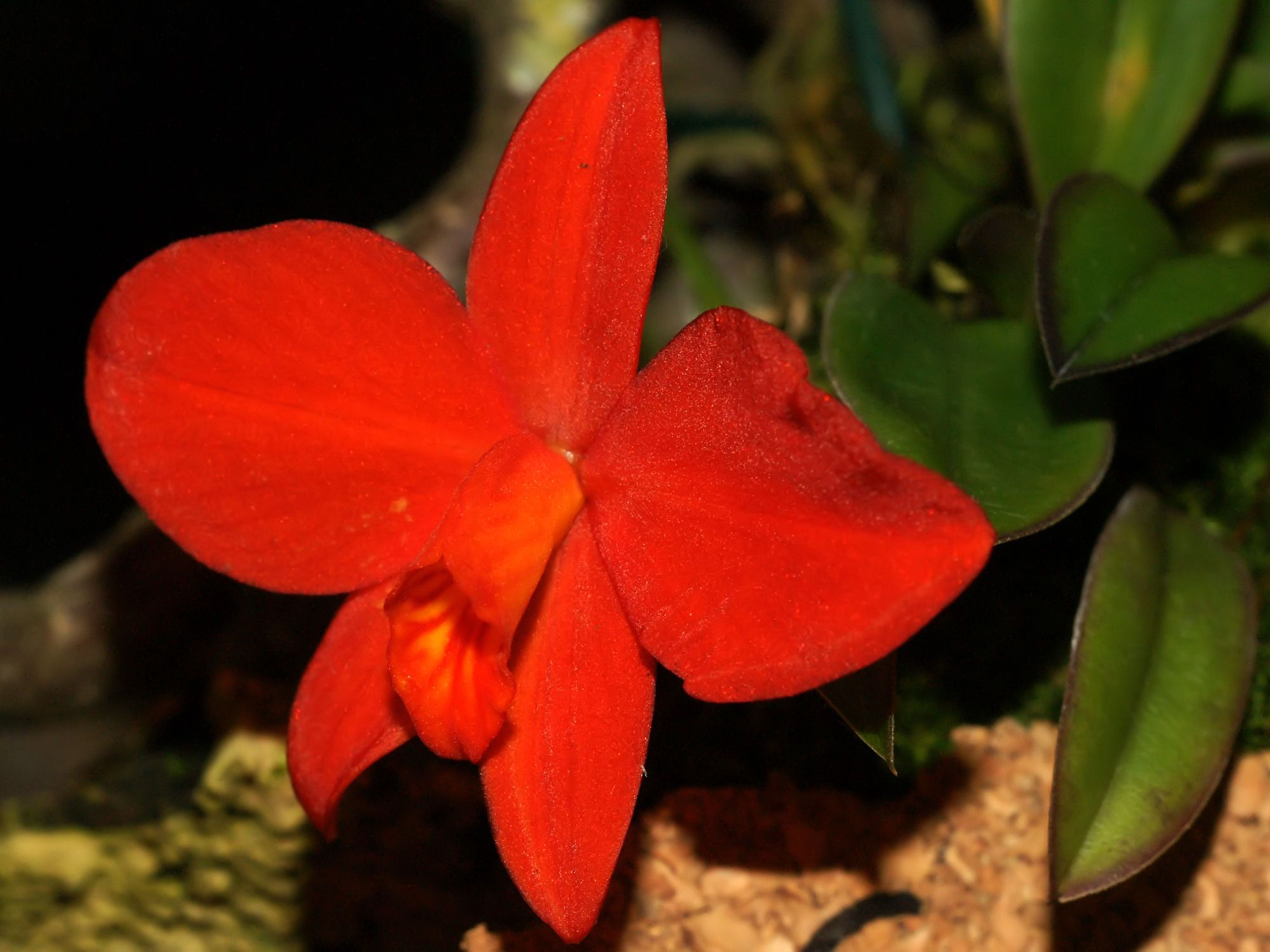
Cattleya mantiqueirae

- Cattleya acuensis (syn. Sophronitis acuensis)
- Cattleya alagoensis (syn. Sophronitis alagoensis)
- Cattleya brevipedunculata (syn. Sophronitis brevipedunculata)
- Cattleya cernua (syn. Sophronitis cernua)
- Cattleya coccinea (syn. Sophronitis coccinea)
- Cattleya dichroma (syn. Sophronitis bicolor)
- Cattleya mantiqueirae (syn. Sophronitis mantiqueirae)
- Cattleya pterocarpa (syn. Sophronitis pterocarpa)
- Cattleya pygmaea (syn. Sophronitis pygmaea)
- Cattleya wittigiana (syn. Sophronitis wittigiana)[2][3]

## Kultivace

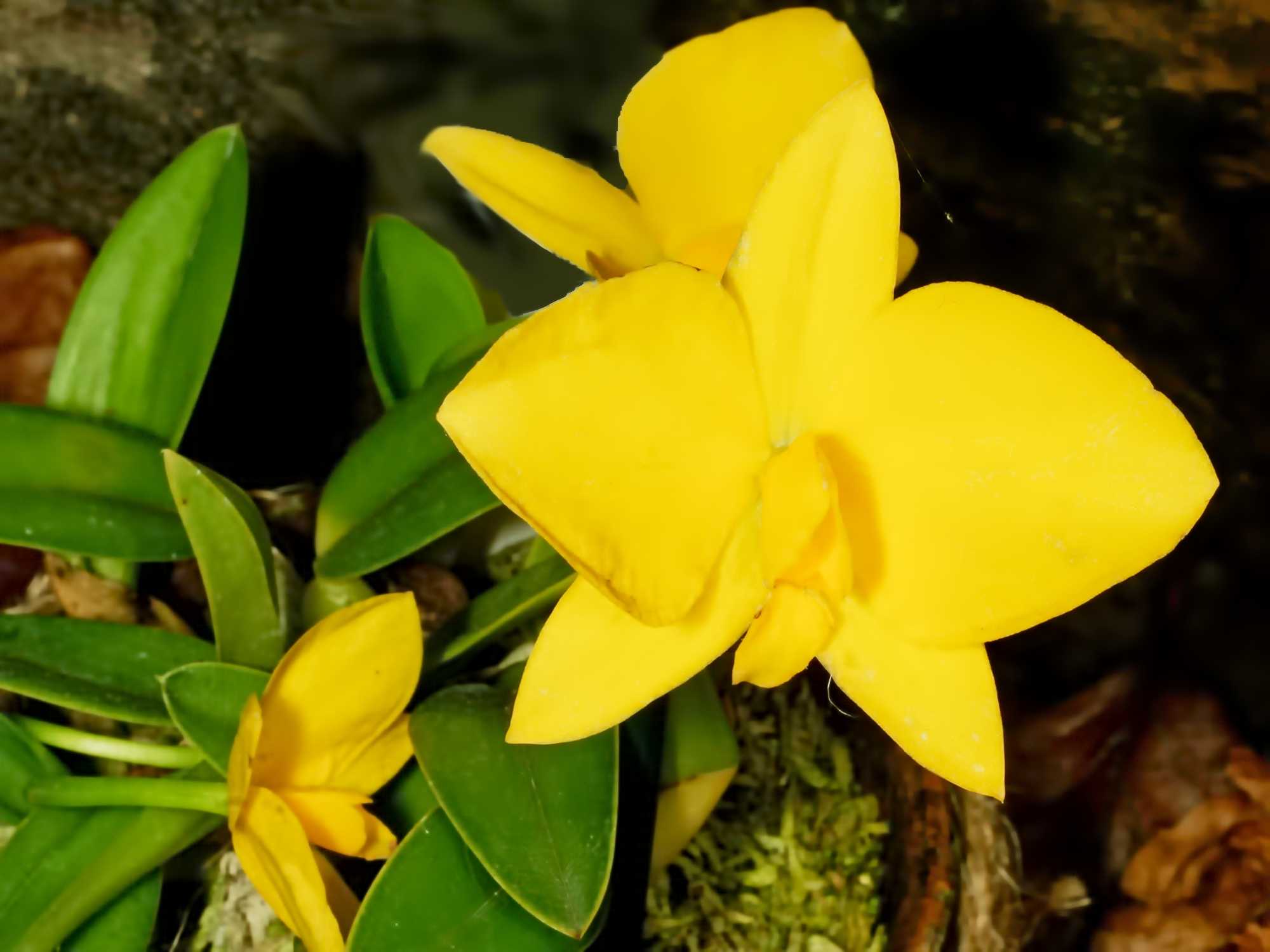
Cattleya coccinea-vzácná žlutá varieta

Zástupci bývalého rodu Sophronitis patří mezi obtížně pěstovatelné orchideje. Vyžadují vysokou vzdušnou vlhkost (přes 70%), nižší teploty kolem 19-24 stupňů Celsia s nočním poklesem na 14-19 stupňů Celsia, čerstvý a pohybující se vzduch a častou zálivku (rostlina ale musí mezi zálivkami oschnout). Jedinou výjimkou jsou Cattleya cernua a nově objevený druh Cattleya alagoensis, potřebují vyšší teploty kolem 20 až 26 stupňů Celsia, ale v jiných ohledech se kultivace neliší. U všech druhů je nutné dávat pozor na uhnívání kořenů, které je při pěstování velmi častou chybou. Je možné je pěstovat epifyticky na kůře či větvi nebo v keramických nádobách v kůrovém substrátu, u vlhkomilných druhů je vhodným substrátem rašeliník Sphagnum. Všem druhům je nutné zajistit dostatek světla. V zimě je vhodné rostlinám přisvítit umělým osvětlením, např. LED, zářivky, výbojky. V létě je možné rostliny letnit na plném slunci, na které si ale musí zvyknout postupně, napřed pod mírným zastíněním. Rostlina, která byla pěstována ve stínu se na slunci lehce spálí.

## Synonyma
Brasilaelia Campacci, Chironiella Braem, Dungsia Chiron & V.P.Castro, Hadrolaelia Chiron & V.P.Castro, Hoffmannseggella H.G.Jones, Lophoglottis Raf., Microlaelia Chiron & V.P.Castro, Sophronia Lindl. a Cattleya Lindl. jsou synonyma k rodu Sophronitis.